# Abierto Zapopan
El Torneig de Guadalajara, conegut oficialment com a Abierto Zapopan, és una competició tennística professional que es disputa en la categoria WTA 250 sobre pista dura al Panamerican Tennis Center de Guadalajara, Mèxic.
El torneig es va crear l'any 2019 en la categoria de WTA 125K, l'any següent es va cancel·lar la seva disputa a causa de la pandèmia de COVID-19, i el 2021 va ascendir de categoria a WTA 250. El torneig es va cancel·lar l'any 2023 en substitució del Mérida Open, que es celebrava a la també ciutat mexicana de Mérida.

## Palmarès

### Individual femení
| Any      | Campiona                                          | Finalista                                         | Resultat                                          |
| -------- | ------------------------------------------------- | ------------------------------------------------- | ------------------------------------------------- |
| WTA 250  |                                                   |                                                   |                                                   |
| 2022     | Sloane Stephens                                   | Marie Bouzková                                    | 7−5, 1−6, 6−2                                     |
| 2021     | Sara Sorribes Tormo                               | Eugenie Bouchard                                  | 6−2, 7−5                                          |
| WTA 125K |                                                   |                                                   |                                                   |
| 2020     | Torneig suspès a causa de la pandèmia de COVID-19 | Torneig suspès a causa de la pandèmia de COVID-19 | Torneig suspès a causa de la pandèmia de COVID-19 |
| 2019     | Veronika Kudermétova                              | Marie Bouzková                                    | 6−2, 6−0                                          |

### Dobles femenins
| Any      | Campiones                                         | Finalistes                                        | Resultat                                          |
| -------- | ------------------------------------------------- | ------------------------------------------------- | ------------------------------------------------- |
| WTA 250  |                                                   |                                                   |                                                   |
| 2022     | Kaitlyn Christian Lidziya Marozava                | Wang Xinyu Zhu Lin                                | 7−5, 6−3                                          |
| 2021     | Ellen Perez Astra Sharma                          | Desirae Krawczyk Giuliana Olmos                   | 6−4, 6−4                                          |
| WTA 125K |                                                   |                                                   |                                                   |
| 2020     | Torneig suspès a causa de la pandèmia de COVID-19 | Torneig suspès a causa de la pandèmia de COVID-19 | Torneig suspès a causa de la pandèmia de COVID-19 |
| 2019     | Maria Sanchez Fanny Stollár                       | Cornelia Lister Renata Voráčová                   | 7−5, 6−1                                          |